# Victor Mezger der Ältere
Victor Mezger d. Ä. (* 23. Juni 1866 in Biberach an der Riß; † 21. Dezember 1936 in Überlingen) war ein deutscher Maler, Restaurator und Heimatforscher, der in Überlingen lebte und arbeitete.

## Leben und Wirken
Mezger war der Sohn eines württembergischen Eisenbahnbeamten. Er besuchte die Volksschule in Schrozberg, die Lateinschulen in Lorch, Biberach und Waldsee sowie das Realgymnasium in Villingen. Nach einer Lehre bei einem Dekorationsmaler und dem Studium an der Kunstgewerbeschule Stuttgart und der Kunstgewerbeschule Nürnberg trat er 1885 in die Werkstatt des Kirchen- und Historienmalers Franz Xaver Kolb in Ellwangen ein, die er nach Kolbs Tod 1889 übernahm. 1897 erwarb Victor Mezger einen Geschäftsanteil am Atelier für kirchliche Kunst in Überlingen, das 1871 von dem Bildhauer Josef Eberle gegründet worden war und in dem sein jüngerer Bruder Eugen Mezger als Bildhauer arbeitete. Das Atelier hieß fortan Eberle’sche Werkstätte für kirchliche Kunst von Gebr. Mezger (mit dem Ortszusatz Überlingen a/S. Baden); von 1903 bis zum Tod Eugen Mezgers 1908 bestand eine Filiale in Karlsruhe. Das Hauptgeschäft bestand in der historisierenden Neuschöpfung ganzer Kirchenräume, zumal nach spätgotischen Vorbildern. Yvonne Herzig schließt ihr Werkverzeichnis mit dem Urteil, „die Arbeiten der Gebr. Mezger können zweifellos mit zu den besten Zeugnissen [der] süddeutschen Neugotik gezählt werden“.
Seinen Ruf als Restaurator begründete Mezger 1899 mit der Freilegung der Wandbilder in der vorromanischen Sylvesterkapelle in Goldbach bei Überlingen. Es folgte zwischen 1900 und 1910 die Freilegung und Restaurierung der romanischen Monumentalmalerei in der Apsis der Kirche St. Peter und Paul in Niederzell auf der Insel Reichenau.
Der Umgang mit historischer Bausubstanz weckte Victor Mezgers Interesse an der Geschichte, besonders der Geschichte der Reichsstadt Überlingen. Nachdem die Stadt Überlingen das Reichlin-von-Meldegg-Haus erworben und zum Standort des städtischen Museums bestimmt hatte, gestaltete Mezger 1913 die Ausstellung der von ihm betreuten städtischen Sammlung. Daneben verwaltete er das Überlinger Stadtarchiv, aus dessen Quellen heraus er eine Vielzahl meist sehr kurzer Artikel verfasste. Sein letzter großer Aufsatz „Die Fastnacht in Überlingen“ erschien 1933 in den Schriften des Vereins für Geschichte des Bodensees und seiner Umgebung und beweist seine Urteilsfähigkeit: Indem er die spätmittelalterlichen und frühneuzeitlichen Überlinger Fastnachtsbräuche auf das kirchliche Fastengebot zurückführte, setzte er sich von der zeitgenössischen Volkskunde ab, welche die Fastnacht auf vorchristliche Bräuche der Kelten oder Germanen zurückzuführen versuchte. Zugleich würdigte er den Einsatz des ehemaligen Oberamtmanns des Bezirksamts Überlingen, Hermann Levinger, für die Fastnacht; Levinger war ein jüdischer, zum Protestantismus konvertierter Verwaltungsbeamter, der später von den Nationalsozialisten in den Selbstmord getrieben wurde. Victor Mezger gehörte seit 1918 dem Vorstand des Vereins für Geschichte des Bodensees und seiner Umgebung an, zuerst als zweiter Sekretär, von 1920 bis 1936 als Präsident. Der Verein durchlitt in dieser Zeit eine Krise; er verlor die Hälfte seiner Mitglieder und musste seine Sammlung, das Bodensee-Museum, an die Stadt Friedrichshafen verkaufen. Mezger hielt dagegen und erreichte, dass der Verein im Winter 1929/1930 die innovative und damals weithin beachtete archäologische Erforschung der Pfahlbaustation Sipplingen durch den Tübinger Prähistoriker Hans Reinerth finanziell und organisatorisch unterstützte. Von 1933 an übernahm der Vorarlberger Landesarchivar Viktor Kleiner einen Teil von Mezgers Aufgaben als Vereinspräsident, weil dieser einen Schlaganfall erlitten hatte, von dessen Folgen er sich nicht mehr vollständig erholte. Kurz vor seinem Tod legte Victor Mezger die Präsidentschaft nieder und wurde zum Ehrenpräsidenten ernannt.
1926 übergab Victor Mezger seine Kunstwerkstatt an seinen ältesten Sohn, Victor Mezger d. J. (1895–1989), der sie nach dem Zweiten Weltkrieg als reine Restaurierungswerkstatt weiterführte. Die notarielle Löschung erfolgte 1987. Victor Mezger war seit 1892 mit Maria Köberle aus Singen (Hohentwiel) verheiratet. Das Paar hatte drei Söhne und eine Tochter.
Die Victor-Mezger-Straße in Überlingen ist nach ihm benannt.